# Billa
Billa er en Østrigsk supermarkedskæde. Virksomheden blev etableret af Karl Wlaschek i 1953, som i 1996 solgte virksomheden til REWE Group. De har ca. 1.600 supermarkeder, hvoraf 1.102 butikker er i Østrig.